# Hans-Peter Seitz
Hans-Peter Seitz (* 30. Mai 1942 in Dresden) ist ein ehemaliger deutscher Politiker (SPD).
Seitz besuchte eine Erweiterte Oberschule (EOS) und erhielt 1960 das Abitur. Anschließend studierte er an der Universität Rostock Schiffbautechnik. Von 1964 bis 1966 arbeitete er bei der Studiotechnik des Deutschen Fernsehfunks, der damals noch von der Deutschen Post betrieben wurde. 1966 wurde er zum Studium der Physik an der Humboldt-Universität zu Berlin zugelassen, 1973 promovierte Seitz als Dr. rer. nat. Ab 1972 war er wissenschaftlicher Mitarbeiter beim Zentralinstitut für Molekularbiologie der Akademie der Wissenschaften der DDR.
Im Zuge der Friedlichen Revolution in der DDR trat Seitz 1990 der SPD bei. Bei der ersten Gesamtberliner Wahl 1990 wurde er im Bezirk Pankow in das Abgeordnetenhaus von Berlin gewählt, er konnte den Wahlkreis Pankow 4 gewinnen. Seitz war Vorsitzender des Hauptausschusses des Abgeordnetenhauses. Dem Parlament gehörte er bis 2001 an.